# Маркем (Іллінойс)
Маркем (англ. Markham) — місто (англ. city) в США, в окрузі Кук штату Іллінойс. Населення — 11 661 особа (2020).

## Географія
Маркем розташований за координатами 41°36′0″ пн. ш. 87°41′27″ зх. д. / 41.60000° пн. ш. 87.69083° зх. д. (41.600061, -87.690813).  За даними Бюро перепису населення США в 2010 році місто мало площу 13,75 км², уся площа — суходіл.

## Демографія
Згідно з переписом 2010 року, у місті мешкало 12 508 осіб у 3978 домогосподарствах у складі 3093 родин. Густота населення становила 910 осіб/км².  Було 4384 помешкання (319/км²).
Расовий склад населення:
| - 81,0 % — чорних або афроамериканців - 12,7 % — білих - 0,7 % — азіатів - 0,2 % — корінних американців - 0,1 % — вихідців з тихоокеанських островів - 3,2 % — осіб інших рас |

До двох чи більше рас належало 2,1 %. Частка іспаномовних становила 6,7 % від усіх жителів.
За віковим діапазоном населення розподілялося таким чином: 29,5 % — особи молодші 18 років, 57,9 % — особи у віці 18—64 років, 12,6 % — особи у віці 65 років та старші. Медіана віку мешканця становила 34,1 року. На 100 осіб жіночої статі у місті припадало 87,4 чоловіків;  на 100 жінок у віці від 18 років та старших — 81,7 чоловіків також старших 18 років.
Середній дохід на одне домашнє господарство  становив 44 213 долари США (медіана — 34 433), а середній дохід на одну сім'ю — 55 687 доларів (медіана — 48 258). Медіана доходів становила 38 304 долари для чоловіків та 35 520 доларів для жінок. За межею бідності перебувало 25,8 % осіб, у тому числі 37,0 % дітей у віці до 18 років та 12,2 % осіб у віці 65 років та старших.
Цивільне працевлаштоване населення становило 4292 особи. Основні галузі зайнятості: освіта, охорона здоров'я та соціальна допомога — 31,2 %, роздрібна торгівля — 8,9 %, науковці, спеціалісти, менеджери — 8,9 %.